# Bäcktjärnen (Bodsjö socken, Jämtland)
Bäcktjärnen är en sjö i Bräcke kommun i Jämtland och ingår i Ljungans huvudavrinningsområde.